# Lưu Hạ
Lưu Hạ (chữ Hán: 劉賀; 92 TCN — 59 TCN), tức Xương Ấp Vương, là vị Hoàng đế thứ chín của nhà Hán trong lịch sử Trung Quốc, chỉ tại vị 27 ngày năm 74 TCN.

## Thân thế
Lưu Hạ là cháu nội của Hán Vũ Đế, con của Xương Ấp Ai vương Lưu Bác (劉髆)-con trai của Hán Vũ Đế và Lý phu nhân. Năm 86 TCN, sau khi cha mất, Lưu Hạ được thế tập tước Xương Ấp vương.

## Vua bị phế
Năm 74 TCN, Hán Chiêu Đế qua đời khi mới 21 tuổi và không có con nối nghiệp, đại thần phụ chính là Hoắc Quang lập Xương Ấp Vương lên ngôi.
Lưu Hạ được mô tả vốn là người có bản tính lưu đãng, khi về Tràng An làm vua đã mang theo 200 thủ hạ.
Lưu Hạ cùng các thủ hạ ăn chơi sa đọa, làm nhiều việc thất đức, không lo việc triều chính. Ông quan hệ với các cung nữ của Chiêu Đế, lấy xe của hoàng thái hậu cho nô tỳ dùng, khiến các phép tắc trong triều bị đảo lộn.
Sử chép rằng Lưu Hạ chỉ làm vua 27 ngày đã gây ra 1127 việc xấu xa, làm rối loạn cung cấm.
Đại thần Hoắc Quang và các triều thần rất tức giận, bèn cùng nhau dâng thư lên cung thỉnh chỉ ý của Hoàng thái hậu Thượng Quan thị. để phế truất đương kim hoàng đế Lưu Hạ, lập Đích hoàng tằng tôn của Vũ Đế là Lưu Tuân điện hạ lên ngôi, kế thừa đại thống tức là Hán Tuyên Đế.
Lưu Hạ chỉ làm vua được 27 ngày, là một trong những vua ở ngôi trong thời gian ngắn nhất. Một thời gian sau khi nhượng vị, vào năm 63 TCN Tuyên Đế giáng phong ông làm Hải Hôn hầu (海昏侯). Năm 59 TCN, Hải Hôn hầu chết, thọ 33 tuổi.

## Lăng mộ
Lăng mộ của Lưu Hạ và gia quyến đã được khai quật từ năm 2011, đến năm 2016 tìm thấy được hài cốt của Lưu Hạ. Trong mộ tìm thấy hơn 2 vạn cổ vật, trong đó có nhiều vàng bạc, vật quý, và một bản sách Luận ngữ thời cổ. Những cổ vật tìm thấy được cho là có thể thay đổi quan điểm truyền thống về Lưu Hạ cũng như về một số vấn đề lịch sử Trung Quốc thời đó.

#### Thế phả nhà Hán
|  |  |  |  |  |  |  |  |                                     |                                     |                                     |                                     |                                     |                                     |  |  |  |  |                                    |                                    |                                    |                                    | 1 Hán Cao Tổ ?-195TCN 256-195TCN   |                                    |  |  |  |  |                                    |                                    |                                    |                                    |                                    |                                    |  |  |  |  |                                         |                                         |                                         |                                         |                                         |                                         |  |  |  |  |                                        |                                        |                                        |                                        |                                        |                                        |  |  |  |  |  |  |  |  |  |  |  |  |  |  |  |  |  |  |  |  |  |  |  |  |
|  |  |  |  |  |  |  |  |                                     |                                     |                                     |                                     |                                     |                                     |  |  |  |  |                                    |                                    |                                    |                                    |                                    |                                    |  |  |  |  |                                    |                                    |                                    |                                    |                                    |                                    |  |  |  |  |                                         |                                         |                                         |                                         |                                         |                                         |  |  |  |  |                                        |                                        |                                        |                                        |                                        |                                        |  |  |  |  |  |  |  |  |  |  |  |  |  |  |  |  |  |  |  |  |  |  |  |  |
|  |  |  |  |  |  |  |  |                                     |                                     |                                     |                                     |                                     |                                     |  |  |  |  |                                    |                                    |                                    |                                    |                                    |                                    |  |  |  |  |                                    |                                    |                                    |                                    |                                    |                                    |  |  |  |  |                                         |                                         |                                         |                                         |                                         |                                         |  |  |  |  |                                        |                                        |                                        |                                        |                                        |                                        |  |  |  |  |  |  |  |  |  |  |  |  |  |  |  |  |  |  |  |  |  |  |  |  |
|  |  |  |  |  |  |  |  | 5 Hán Văn Đế 180-157TCN 202–157TCN  | 5 Hán Văn Đế 180-157TCN 202–157TCN  | 5 Hán Văn Đế 180-157TCN 202–157TCN  | 5 Hán Văn Đế 180-157TCN 202–157TCN  | 5 Hán Văn Đế 180-157TCN 202–157TCN  | 5 Hán Văn Đế 180-157TCN 202–157TCN  |  |  |  |  | Lưu Cứ                             | Lưu Cứ                             | Lưu Cứ                             | Lưu Cứ                             | Lưu Cứ                             | Lưu Cứ                             |  |  |  |  | Lưu Bác                            | Lưu Bác                            | Lưu Bác                            | Lưu Bác                            | Lưu Bác                            | Lưu Bác                            |  |  |  |  | 2 Hán Huệ Đế 194-188TCN 210–188TCN      | 2 Hán Huệ Đế 194-188TCN 210–188TCN      | 2 Hán Huệ Đế 194-188TCN 210–188TCN      | 2 Hán Huệ Đế 194-188TCN 210–188TCN      | 2 Hán Huệ Đế 194-188TCN 210–188TCN      | 2 Hán Huệ Đế 194-188TCN 210–188TCN      |  |  |  |  |                                        |                                        |                                        |                                        |                                        |                                        |  |  |  |  |  |  |  |  |  |  |  |  |  |  |  |  |  |  |  |  |  |  |  |  |
|  |  |  |  |  |  |  |  | 5 Hán Văn Đế 180-157TCN 202–157TCN  | 5 Hán Văn Đế 180-157TCN 202–157TCN  | 5 Hán Văn Đế 180-157TCN 202–157TCN  | 5 Hán Văn Đế 180-157TCN 202–157TCN  | 5 Hán Văn Đế 180-157TCN 202–157TCN  | 5 Hán Văn Đế 180-157TCN 202–157TCN  |  |  |  |  | Lưu Cứ                             | Lưu Cứ                             | Lưu Cứ                             | Lưu Cứ                             | Lưu Cứ                             | Lưu Cứ                             |  |  |  |  | Lưu Bác                            | Lưu Bác                            | Lưu Bác                            | Lưu Bác                            | Lưu Bác                            | Lưu Bác                            |  |  |  |  | 2 Hán Huệ Đế 194-188TCN 210–188TCN      | 2 Hán Huệ Đế 194-188TCN 210–188TCN      | 2 Hán Huệ Đế 194-188TCN 210–188TCN      | 2 Hán Huệ Đế 194-188TCN 210–188TCN      | 2 Hán Huệ Đế 194-188TCN 210–188TCN      | 2 Hán Huệ Đế 194-188TCN 210–188TCN      |  |  |  |  |                                        |                                        |                                        |                                        |                                        |                                        |  |  |  |  |  |  |  |  |  |  |  |  |  |  |  |  |  |  |  |  |  |  |  |  |
|  |  |  |  |  |  |  |  |                                     |                                     |                                     |                                     |                                     |                                     |  |  |  |  |                                    |                                    |                                    |                                    |                                    |                                    |  |  |  |  |                                    |                                    |                                    |                                    |                                    |                                    |  |  |  |  |                                         |                                         |                                         |                                         |                                         |                                         |  |  |  |  |                                        |                                        |                                        |                                        |                                        |                                        |  |  |  |  |  |  |  |  |  |  |  |  |  |  |  |  |  |  |  |  |  |  |  |  |
|  |  |  |  |  |  |  |  | 6 Hán Cảnh Đế 157-141TCN 188–141TCN | 6 Hán Cảnh Đế 157-141TCN 188–141TCN | 6 Hán Cảnh Đế 157-141TCN 188–141TCN | 6 Hán Cảnh Đế 157-141TCN 188–141TCN | 6 Hán Cảnh Đế 157-141TCN 188–141TCN | 6 Hán Cảnh Đế 157-141TCN 188–141TCN |  |  |  |  | Lưu Tiến                           | Lưu Tiến                           | Lưu Tiến                           | Lưu Tiến                           | Lưu Tiến                           | Lưu Tiến                           |  |  |  |  | 9 Xương Ấp Vương 74-74TCN 92-59TCN | 9 Xương Ấp Vương 74-74TCN 92-59TCN | 9 Xương Ấp Vương 74-74TCN 92-59TCN | 9 Xương Ấp Vương 74-74TCN 92-59TCN | 9 Xương Ấp Vương 74-74TCN 92-59TCN | 9 Xương Ấp Vương 74-74TCN 92-59TCN |  |  |  |  | 3 Hán Tiền Thiếu Đế 188-184TCN ?–184TCN | 3 Hán Tiền Thiếu Đế 188-184TCN ?–184TCN | 3 Hán Tiền Thiếu Đế 188-184TCN ?–184TCN | 3 Hán Tiền Thiếu Đế 188-184TCN ?–184TCN | 3 Hán Tiền Thiếu Đế 188-184TCN ?–184TCN | 3 Hán Tiền Thiếu Đế 188-184TCN ?–184TCN |  |  |  |  | 4 Hán Hậu Thiếu Đế 184-180TCN ?–180TCN | 4 Hán Hậu Thiếu Đế 184-180TCN ?–180TCN | 4 Hán Hậu Thiếu Đế 184-180TCN ?–180TCN | 4 Hán Hậu Thiếu Đế 184-180TCN ?–180TCN | 4 Hán Hậu Thiếu Đế 184-180TCN ?–180TCN | 4 Hán Hậu Thiếu Đế 184-180TCN ?–180TCN |  |  |  |  |  |  |  |  |  |  |  |  |  |  |  |  |  |  |  |  |  |  |  |  |
|  |  |  |  |  |  |  |  | 6 Hán Cảnh Đế 157-141TCN 188–141TCN | 6 Hán Cảnh Đế 157-141TCN 188–141TCN | 6 Hán Cảnh Đế 157-141TCN 188–141TCN | 6 Hán Cảnh Đế 157-141TCN 188–141TCN | 6 Hán Cảnh Đế 157-141TCN 188–141TCN | 6 Hán Cảnh Đế 157-141TCN 188–141TCN |  |  |  |  | Lưu Tiến                           | Lưu Tiến                           | Lưu Tiến                           | Lưu Tiến                           | Lưu Tiến                           | Lưu Tiến                           |  |  |  |  | 9 Xương Ấp Vương 74-74TCN 92-59TCN | 9 Xương Ấp Vương 74-74TCN 92-59TCN | 9 Xương Ấp Vương 74-74TCN 92-59TCN | 9 Xương Ấp Vương 74-74TCN 92-59TCN | 9 Xương Ấp Vương 74-74TCN 92-59TCN | 9 Xương Ấp Vương 74-74TCN 92-59TCN |  |  |  |  | 3 Hán Tiền Thiếu Đế 188-184TCN ?–184TCN | 3 Hán Tiền Thiếu Đế 188-184TCN ?–184TCN | 3 Hán Tiền Thiếu Đế 188-184TCN ?–184TCN | 3 Hán Tiền Thiếu Đế 188-184TCN ?–184TCN | 3 Hán Tiền Thiếu Đế 188-184TCN ?–184TCN | 3 Hán Tiền Thiếu Đế 188-184TCN ?–184TCN |  |  |  |  | 4 Hán Hậu Thiếu Đế 184-180TCN ?–180TCN | 4 Hán Hậu Thiếu Đế 184-180TCN ?–180TCN | 4 Hán Hậu Thiếu Đế 184-180TCN ?–180TCN | 4 Hán Hậu Thiếu Đế 184-180TCN ?–180TCN | 4 Hán Hậu Thiếu Đế 184-180TCN ?–180TCN | 4 Hán Hậu Thiếu Đế 184-180TCN ?–180TCN |  |  |  |  |  |  |  |  |  |  |  |  |  |  |  |  |  |  |  |  |  |  |  |  |
|  |  |  |  |  |  |  |  | 7 Hán Vũ Đế 140-87TCN 156-87TCN     | 7 Hán Vũ Đế 140-87TCN 156-87TCN     | 7 Hán Vũ Đế 140-87TCN 156-87TCN     | 7 Hán Vũ Đế 140-87TCN 156-87TCN     | 7 Hán Vũ Đế 140-87TCN 156-87TCN     | 7 Hán Vũ Đế 140-87TCN 156-87TCN     |  |  |  |  | 10 Hán Tuyên Đế 74-49TCN 91-49TCN  | 10 Hán Tuyên Đế 74-49TCN 91-49TCN  | 10 Hán Tuyên Đế 74-49TCN 91-49TCN  | 10 Hán Tuyên Đế 74-49TCN 91-49TCN  | 10 Hán Tuyên Đế 74-49TCN 91-49TCN  | 10 Hán Tuyên Đế 74-49TCN 91-49TCN  |  |  |  |  |                                    |                                    |                                    |                                    |                                    |                                    |  |  |  |  |                                         |                                         |                                         |                                         |                                         |                                         |  |  |  |  |                                        |                                        |                                        |                                        |                                        |                                        |  |  |  |  |  |  |  |  |  |  |  |  |  |  |  |  |  |  |  |  |  |  |  |  |
|  |  |  |  |  |  |  |  | 7 Hán Vũ Đế 140-87TCN 156-87TCN     | 7 Hán Vũ Đế 140-87TCN 156-87TCN     | 7 Hán Vũ Đế 140-87TCN 156-87TCN     | 7 Hán Vũ Đế 140-87TCN 156-87TCN     | 7 Hán Vũ Đế 140-87TCN 156-87TCN     | 7 Hán Vũ Đế 140-87TCN 156-87TCN     |  |  |  |  | 10 Hán Tuyên Đế 74-49TCN 91-49TCN  | 10 Hán Tuyên Đế 74-49TCN 91-49TCN  | 10 Hán Tuyên Đế 74-49TCN 91-49TCN  | 10 Hán Tuyên Đế 74-49TCN 91-49TCN  | 10 Hán Tuyên Đế 74-49TCN 91-49TCN  | 10 Hán Tuyên Đế 74-49TCN 91-49TCN  |  |  |  |  |                                    |                                    |                                    |                                    |                                    |                                    |  |  |  |  |                                         |                                         |                                         |                                         |                                         |                                         |  |  |  |  |                                        |                                        |                                        |                                        |                                        |                                        |  |  |  |  |  |  |  |  |  |  |  |  |  |  |  |  |  |  |  |  |  |  |  |  |
|  |  |  |  |  |  |  |  | 8 Hán Chiêu Đế 95–74TCN 87-74TCN    | 8 Hán Chiêu Đế 95–74TCN 87-74TCN    | 8 Hán Chiêu Đế 95–74TCN 87-74TCN    | 8 Hán Chiêu Đế 95–74TCN 87-74TCN    | 8 Hán Chiêu Đế 95–74TCN 87-74TCN    | 8 Hán Chiêu Đế 95–74TCN 87-74TCN    |  |  |  |  | 11 Hán Nguyên Đế 49-33TCN 76–33TCN | 11 Hán Nguyên Đế 49-33TCN 76–33TCN | 11 Hán Nguyên Đế 49-33TCN 76–33TCN | 11 Hán Nguyên Đế 49-33TCN 76–33TCN | 11 Hán Nguyên Đế 49-33TCN 76–33TCN | 11 Hán Nguyên Đế 49-33TCN 76–33TCN |  |  |  |  |                                    |                                    |                                    |                                    |                                    |                                    |  |  |  |  |                                         |                                         |                                         |                                         |                                         |                                         |  |  |  |  |                                        |                                        |                                        |                                        |                                        |                                        |  |  |  |  |  |  |  |  |  |  |  |  |  |  |  |  |  |  |  |  |  |  |  |  |
|  |  |  |  |  |  |  |  | 8 Hán Chiêu Đế 95–74TCN 87-74TCN    | 8 Hán Chiêu Đế 95–74TCN 87-74TCN    | 8 Hán Chiêu Đế 95–74TCN 87-74TCN    | 8 Hán Chiêu Đế 95–74TCN 87-74TCN    | 8 Hán Chiêu Đế 95–74TCN 87-74TCN    | 8 Hán Chiêu Đế 95–74TCN 87-74TCN    |  |  |  |  | 11 Hán Nguyên Đế 49-33TCN 76–33TCN | 11 Hán Nguyên Đế 49-33TCN 76–33TCN | 11 Hán Nguyên Đế 49-33TCN 76–33TCN | 11 Hán Nguyên Đế 49-33TCN 76–33TCN | 11 Hán Nguyên Đế 49-33TCN 76–33TCN | 11 Hán Nguyên Đế 49-33TCN 76–33TCN |  |  |  |  |                                    |                                    |                                    |                                    |                                    |                                    |  |  |  |  |                                         |                                         |                                         |                                         |                                         |                                         |  |  |  |  |                                        |                                        |                                        |                                        |                                        |                                        |  |  |  |  |  |  |  |  |  |  |  |  |  |  |  |  |  |  |  |  |  |  |  |  |
|  |  |  |  |  |  |  |  |                                     |                                     |                                     |                                     |                                     |                                     |  |  |  |  |                                    |                                    |                                    |                                    |                                    |                                    |  |  |  |  |                                    |                                    |                                    |                                    |                                    |                                    |  |  |  |  |                                         |                                         |                                         |                                         |                                         |                                         |  |  |  |  |                                        |                                        |                                        |                                        |                                        |                                        |  |  |  |  |  |  |  |  |  |  |  |  |  |  |  |  |  |  |  |  |  |  |  |  |
|  |  |  |  |  |  |  |  | Lưu Khang                           | Lưu Khang                           | Lưu Khang                           | Lưu Khang                           | Lưu Khang                           | Lưu Khang                           |  |  |  |  | Lưu Hưng                           | Lưu Hưng                           | Lưu Hưng                           | Lưu Hưng                           | Lưu Hưng                           | Lưu Hưng                           |  |  |  |  | Lưu Hiển                           | Lưu Hiển                           | Lưu Hiển                           | Lưu Hiển                           | Lưu Hiển                           | Lưu Hiển                           |  |  |  |  | 12 Hán Thành Đế 33–7TCN 51-7TCN         | 12 Hán Thành Đế 33–7TCN 51-7TCN         | 12 Hán Thành Đế 33–7TCN 51-7TCN         | 12 Hán Thành Đế 33–7TCN 51-7TCN         | 12 Hán Thành Đế 33–7TCN 51-7TCN         | 12 Hán Thành Đế 33–7TCN 51-7TCN         |  |  |  |  |                                        |                                        |                                        |                                        |                                        |                                        |  |  |  |  |  |  |  |  |  |  |  |  |  |  |  |  |  |  |  |  |  |  |  |  |
|  |  |  |  |  |  |  |  | Lưu Khang                           | Lưu Khang                           | Lưu Khang                           | Lưu Khang                           | Lưu Khang                           | Lưu Khang                           |  |  |  |  | Lưu Hưng                           | Lưu Hưng                           | Lưu Hưng                           | Lưu Hưng                           | Lưu Hưng                           | Lưu Hưng                           |  |  |  |  | Lưu Hiển                           | Lưu Hiển                           | Lưu Hiển                           | Lưu Hiển                           | Lưu Hiển                           | Lưu Hiển                           |  |  |  |  | 12 Hán Thành Đế 33–7TCN 51-7TCN         | 12 Hán Thành Đế 33–7TCN 51-7TCN         | 12 Hán Thành Đế 33–7TCN 51-7TCN         | 12 Hán Thành Đế 33–7TCN 51-7TCN         | 12 Hán Thành Đế 33–7TCN 51-7TCN         | 12 Hán Thành Đế 33–7TCN 51-7TCN         |  |  |  |  |                                        |                                        |                                        |                                        |                                        |                                        |  |  |  |  |  |  |  |  |  |  |  |  |  |  |  |  |  |  |  |  |  |  |  |  |
|  |  |  |  |  |  |  |  | 13 Hán Ai Đế 26-1TCN 7-1TCN         | 13 Hán Ai Đế 26-1TCN 7-1TCN         | 13 Hán Ai Đế 26-1TCN 7-1TCN         | 13 Hán Ai Đế 26-1TCN 7-1TCN         | 13 Hán Ai Đế 26-1TCN 7-1TCN         | 13 Hán Ai Đế 26-1TCN 7-1TCN         |  |  |  |  | 14 Hán Bình Đế 9TCN–5SCN 1TCN-5SCN | 14 Hán Bình Đế 9TCN–5SCN 1TCN-5SCN | 14 Hán Bình Đế 9TCN–5SCN 1TCN-5SCN | 14 Hán Bình Đế 9TCN–5SCN 1TCN-5SCN | 14 Hán Bình Đế 9TCN–5SCN 1TCN-5SCN | 14 Hán Bình Đế 9TCN–5SCN 1TCN-5SCN |  |  |  |  | 15 Nhũ Tử Anh 5–8 25–25 5–25       | 15 Nhũ Tử Anh 5–8 25–25 5–25       | 15 Nhũ Tử Anh 5–8 25–25 5–25       | 15 Nhũ Tử Anh 5–8 25–25 5–25       | 15 Nhũ Tử Anh 5–8 25–25 5–25       | 15 Nhũ Tử Anh 5–8 25–25 5–25       |  |  |  |  |                                         |                                         |                                         |                                         |                                         |                                         |  |  |  |  |                                        |                                        |                                        |                                        |                                        |                                        |  |  |  |  |  |  |  |  |  |  |  |  |  |  |  |  |  |  |  |  |  |  |  |  |